# Tarte normande
La tarte normande est une spécialité culinaire de Normandie.

## Caractéristiques
Il s'agit d'une tarte aux pommes dont la garniture est composée de farine, d'œufs, de crème, de sucre et d'un peu de calvados. Il est primordial d'utiliser des pommes de bonne qualité et surtout de bien équilibrer la quantité de pommes (qui doit être importante), et la quantité de garniture. La cuisson au four doit légèrement caraméliser la partie supérieure des quartiers de pomme.
La pâte est une pâte brisée ; la tarte peut être avantageusement cerclée d'un anneau en bois, qui assure la tenue lors de la cuisson.
Selon les cinéastes Nicolas Bricas et Guillaume Descamps[réf. souhaitée], cet anneau en bois aurait également un rôle rituel dans des cérémonies païennes se déroulant dans certaines régions normandes.
En tout état de cause, la tarte normande constitue un élément incontournable de l'identité culturelle normande. La production de pommes est importante sur l'ensemble des territoires de Basse et Haute-Normandie, et chaque pays normand se prévaut de produire la meilleure tarte normande.